# Josef Bössner
Josef Bössner, także Bubi Bössner (ur. 1934 lub 1935, zm. 16 października 2005 w Neusiedl am See) – austriacki żużlowiec.

## Życiorys
Czterokrotny medalista indywidualnych mistrzostw Austrii: trzykrotnie złoty (1962,1963, 1973) oraz srebrny (1974).
Wielokrotny reprezentant Austrii w eliminacjach drużynowych mistrzostw świata (1960, 1961, 1962, 1973, 1974) oraz w eliminacjach indywidualnych mistrzostw świata (1958, 1959, 1960, 1961, 1962, 1963, 1970, 1973; najlepsze wyniki: Wiedeń 1961 – XIII miejsce w finale europejskim oraz Monachium 1959 – XI miejsce w finale kontynentalnym). Zginął w wypadku samochodowym, pochowany został we wsi Potzneusiedl.